# 2-吡啶基溴化镁
2-吡啶基溴化镁是一种有机镁化合物，化学式为C5H4BrMgN。它可由2-溴吡啶和镁在四氢呋喃中反应制得。它和乙酰氯在N-甲基吡咯烷酮存在下反应，可以得到2-乙酰基吡啶。